# Sông Nam Song

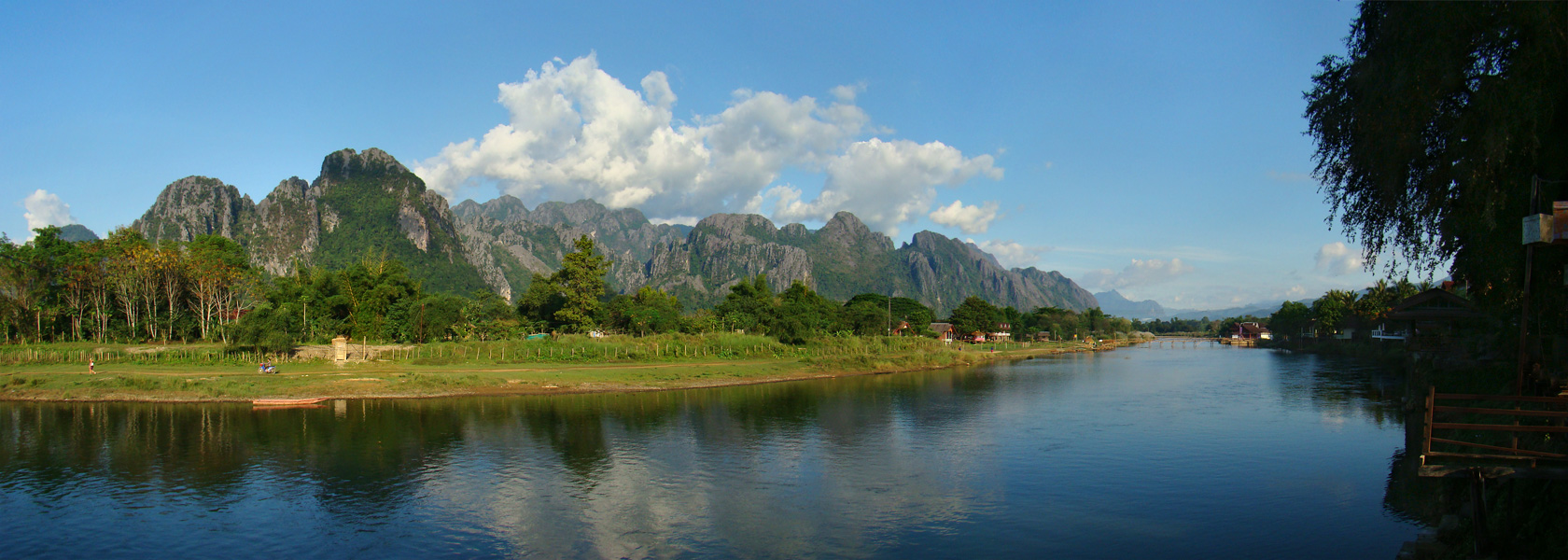
Sông Nam Song tại thị xã Vang Vieng

Nam Song là một con sông ở Lào chảy qua thị xã Vang Vieng.
Đây là một điểm đến phổ biến của du khách bởi nhiều du khách thích ngắm cảnh đồng quê Lào trong khi đi xuôi dòng sông này bằng xuống cao su (làm bằng săm của máy cày) hoặc bằng thuyền kayak. Sông này được bao bọc xung quanh bởi các núi đá vôi tạo nên phong cảnh rất đẹp.